# Stres (rostliny)

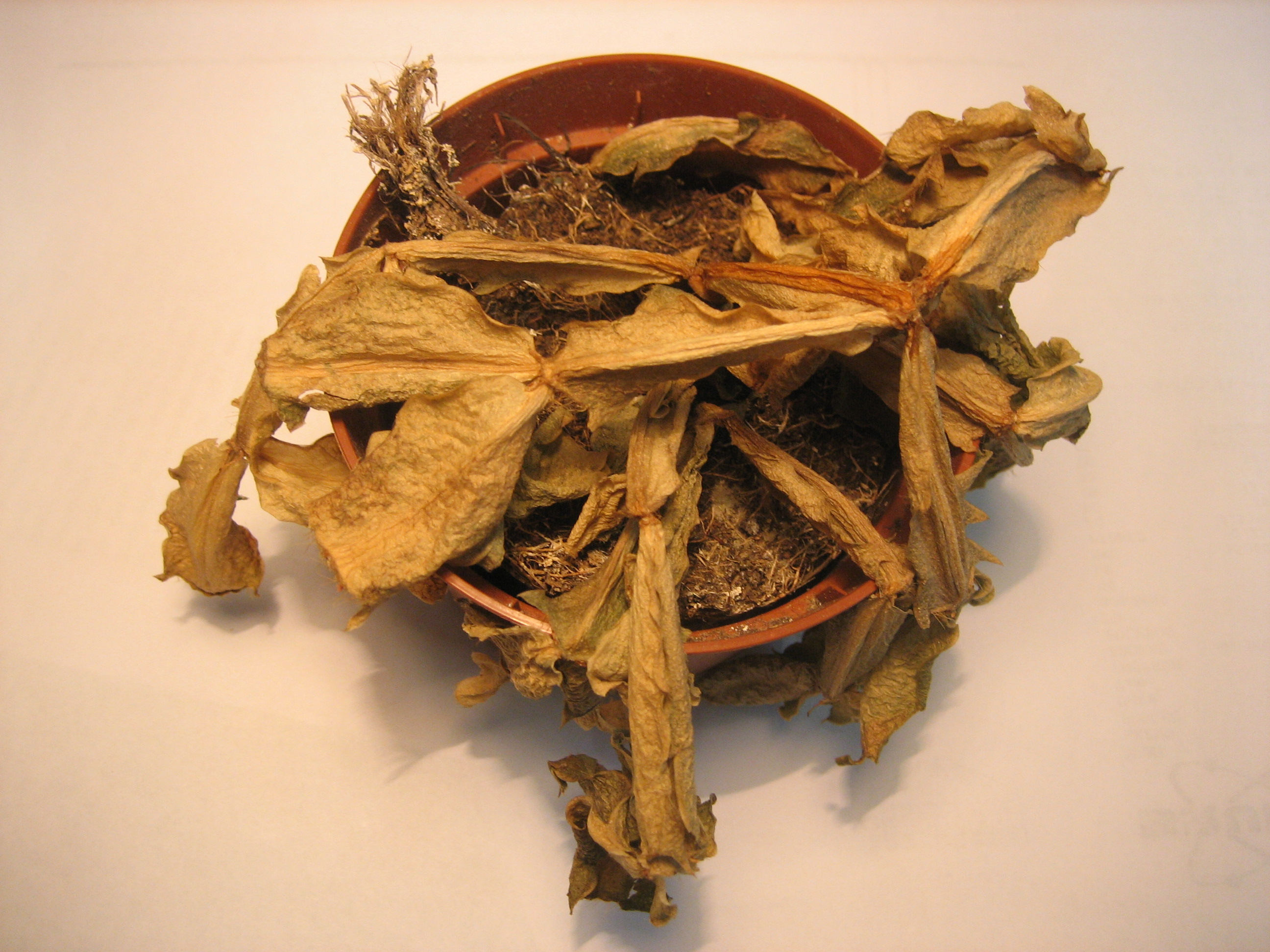
Rostlina, která podlehla stresu

Stres je obecně nepříznivý stav, vyvolaný působením činitele zvaného stresor. Stres vyvolá stresovou reakci, což je aktivace obranných mechanismů. U rostlin může být stresorem např. zaplavení, nedostatek živin, příliš vysoká ozářenost, nízké teploty a podobně. Často je stres způsoben nedostatkem nebo naopak nadbytkem nějakého potřebného a běžného faktoru (voda, kyslík, světlo…). Stres je běžnou součástí života všech rostlin, mají proto mechanismy, jak se s ním vypořádat. Přisedlost rostlin jim navíc neumožňuje před stresem utéct, proto musí být vybaveny zvláště účinnými obrannými mechanismy a schopností regenerace, která vyplývá z totipotence rostlinných buněk.
Adaptací (postupným přivykáním) lze zvýšit odolnost rostliny vůči stresoru. Obecně platí, že čím pozvolnější adaptace, tím lépe.
Se značným stresem se musejí potýkat rostliny, přenesené z podmínek in vitro do podmínek ex vitro. Největší ohrožení pro tyto rostliny představuje nedostatek vody (z důvodu vysoké vzdušné vlhkosti – takřka stoprocentní – v systému in vitro nemají pořádně vyvinuté zavírání průduchů, mají slabou kutikulu a voskovou vrstvu) a infekce patogenem. U rostlin takto přenesených musí být aklimatizace zvláště pozvolná.
Reakci na stres lze rozdělit do těchto fází:
- poplachová – rostlina za pomoci svých receptorů (např. fotosenzory) zjistila přítomnost stresoru
- restituční – aktivace obranných mechanismů
- rezistenční – rostlina přežívá za pomoci obranných mechanismů
- přežití nebo smrt z vyčerpání

## Druhy stresu
Rozeznáváme mnoho druhů stresu:
- abiotický stres
  - z nedostatku 
    - světla
    - vody
    - minerálů
    - oxidu uhličitého
    - kyslíku

  - z nadbytku
    - světla
    - vody
    - kyslíku

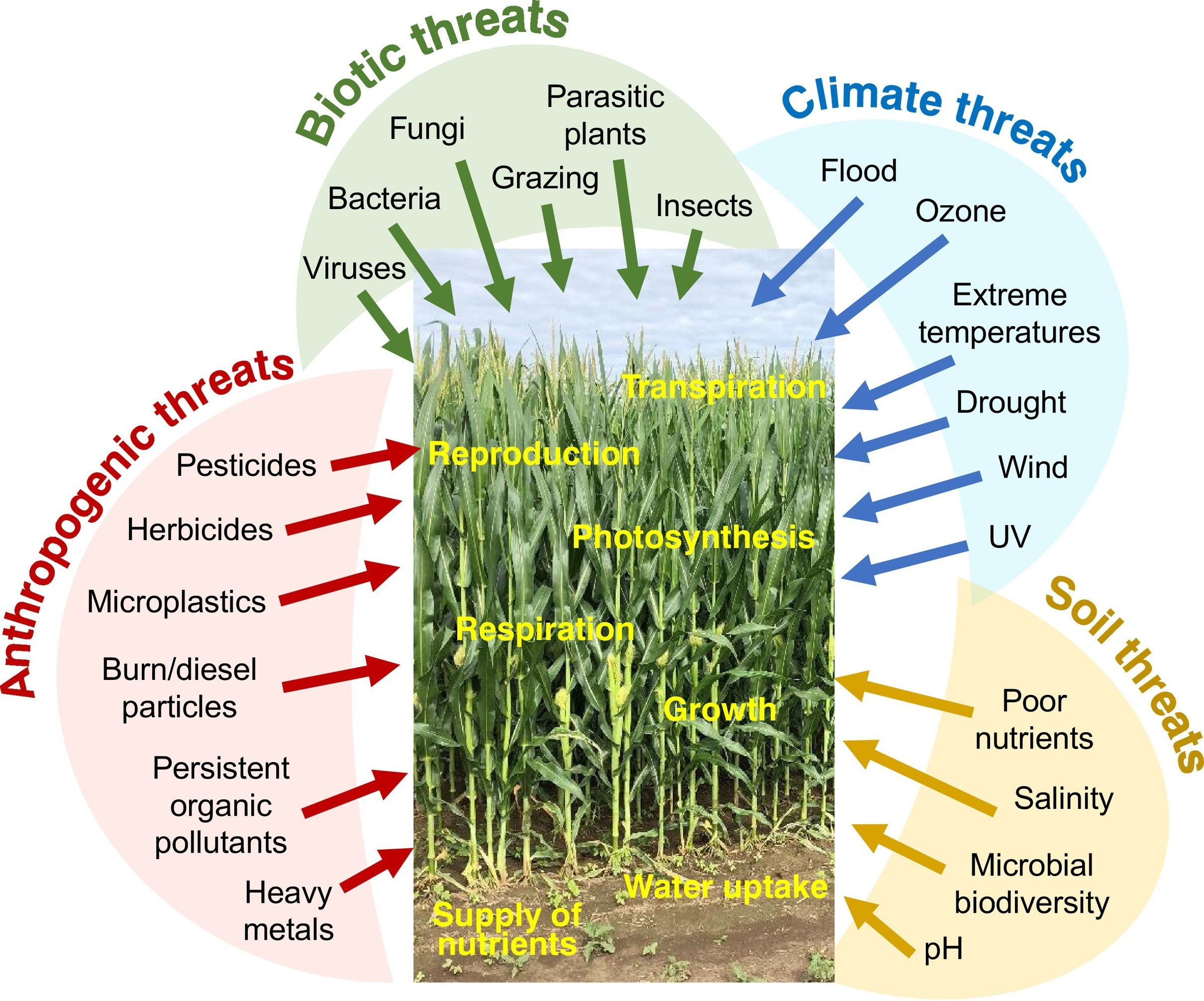
Různé druhy stresu, jimž může být rostlina vystavena

  - stres vyvolaný vysokou nebo nízkou teplotou
  - mechanický stres
- biotický stres
  - stres vyvolaný patogenem, působením nebezpečné chemické látky atd.

Jednotlivé druhy stresu se spolu často kombinují, např. stres z nadměrného ozáření, nedostatku vody a vysoké teploty, případně své působení umocňují, např. stres ze zasolení je v případě sucha ještě umocněn stresem z nedostatku vody. Také protistresová opatření se často kombinují a působí proti více druhům stresu, např. vadnutí je způsobeno nedostatkem vody, ale je reakcí jak na nedostatek vody (snížení transpirace), tak na nadměrné ozáření (snížení vystavení se záření).
Protistresová opatření je možno rozdělit na tři typy:
- evoluční – jde o dědičná uzpůsobení, která umožňují se stresu úplně vyhnout. Byla vytvořena a jsou udržována evolucí, resp. přírodním výběrem, který je jedním z mechanismů fungujícím v evoluci. Jde např. o typ a rozmístění průduchů, typ metabolismu (CAM, C4…), schopnost tvorby jedovatých či odpudivých látek… Tyto adaptace bývají nazývány evoluční avoidance, protože umožňují se stresu vyhnout. Evoluční adaptace je geneticky fixována.
- ontogenetická – nejsou dána dědičně a během ontogeneze rostlin je možno je ještě nějak ovlivnit. Jde např. o velikost listové plochy. Změny jsou ale pomalé a rostlina jimi nedokáže reagovat na aktuální podmínky příliš rychle. Ontogenetická adaptace není geneticky fixována (v genech je pouze schopnost, možnost adaptaci uskutečnit)
- modulační – okamžité změny, např. otvírání/zavírání průduchů, natočení listů, změny koncentrací různých látek…

Stres působí zpomalení nebo i zastavení růstu a je proto nevítaný z hlediska hospodářských výnosů. Omezení stresu umožňuje zvýšit výnosy, (také) proto je stres u rostlin studován. 
Nicméně existují i výjimky, např. rýže (Oryza sativa) reaguje na stres ze zaplavení zvýšeným růstem. Opatrnou aplikací zaplavení při pěstování rýže lze tedy docílit vyšších výnosů.

### Stres z nadbytku vody

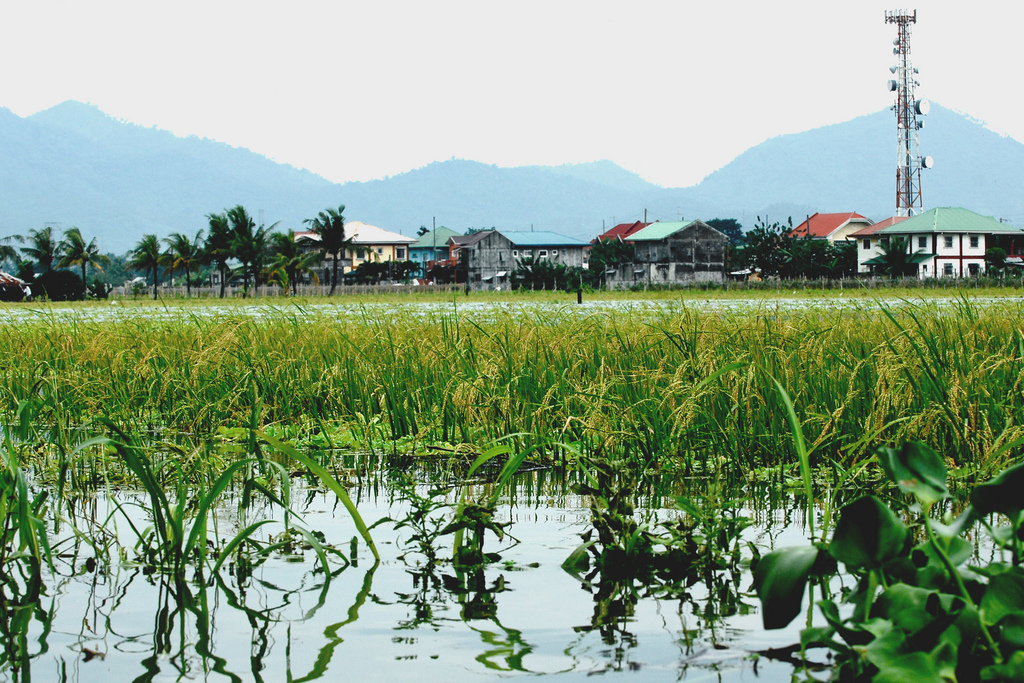
Zaplavení rýže zvýší hospodářský výnos

Stres z nadbytku vody neboli ze zaplavení způsobuje nedostatek kyslíku. S tím se rostliny vyrovnávají různě, například tvorbou vzdušných kořenů neboli pneumatoforů, aerenchymu a lenticel. Při zaplavení také vzrůstá aktivita alkoholdehydrogenázy a enzymů glykolýzy. Tvoří se adventivní kořeny u hladiny, jinak se růst kořenů zpomaluje až zastavuje.
Signalizace zaplavení se účastní kyselina abscisová a ethen.

### Stres z vysoké teploty
Vysoká teplota vzhledem k citlivosti enzymů k teplotě (většina jich má své teplotní optimum) ovlivňuje jejich funkci a aktivitu. Příliš vysoká teplota může enzymy dokonce nevratně zničit jejich denaturací. Vysoká teplota dále rozvolňuje buněčné membrány.
Stres z příliš vysoké teploty rostliny řeší saturací mastných kyselin v membránách a tvorbou HSP proteinů (heat shock proteins) neboli chaperonů, které stabilizují strukturu proteinů, případně opravují defekty v jejich konformaci.

### Stres z vysokého pH půdního roztoku
Vysoké pH (zásaditá půda) znamená nízké množství vodíkových protonů v půdě (protony vznikají disociací kyselin, kterých je v zásadité půdě málo). To způsobuje zvýšenou tendenci protonů uvolňovat se z fosfátového aniontu H2PO4 (zbytek kyseliny fosforečné H3PO4) za tvorby HPO4 aniontu, který je ve vodě špatně rozpustný. To snižuje dostupnost fosforu pro rostlinu. Také se tvoří obtížně rozpustné soli dalších minerálů. Výsledkem je stres z nedostatku minerálů.

### Stres z nadbytku světla
O světelných poměrech na stanovišti rostlinu informují fotosenzory. Stres z nadměrného ozáření způsobí nadbytek energie ve strukturách zajišťujících primární fázi fotosyntézy. Může dojít k nasycení kapacity plastochinonu, v kterémžto případě se ve fotosystému II hromadí excitované elektrony. Ty mohou velmi snadno uniknout a spojit se například s kyslíkem za vzniku ROS, reaktivních forem kyslíku – kyslíkových radikálů. Ty jsou velmi reaktivní a poškozují všechno v dosahu, například oxidují membránové lipidy v tylakoidech, což způsobuje zvýšenou propustnost tylakoidální membrány pro vodíkové protony. 
ROS jsou odstraňovány speciálními enzymy, mezi něž patří například superoxiddismutáza. Hromadění energie na tylakoidální membráně je předcházeno i xantofylovým cyklem.

#### Xantofylový cyklus

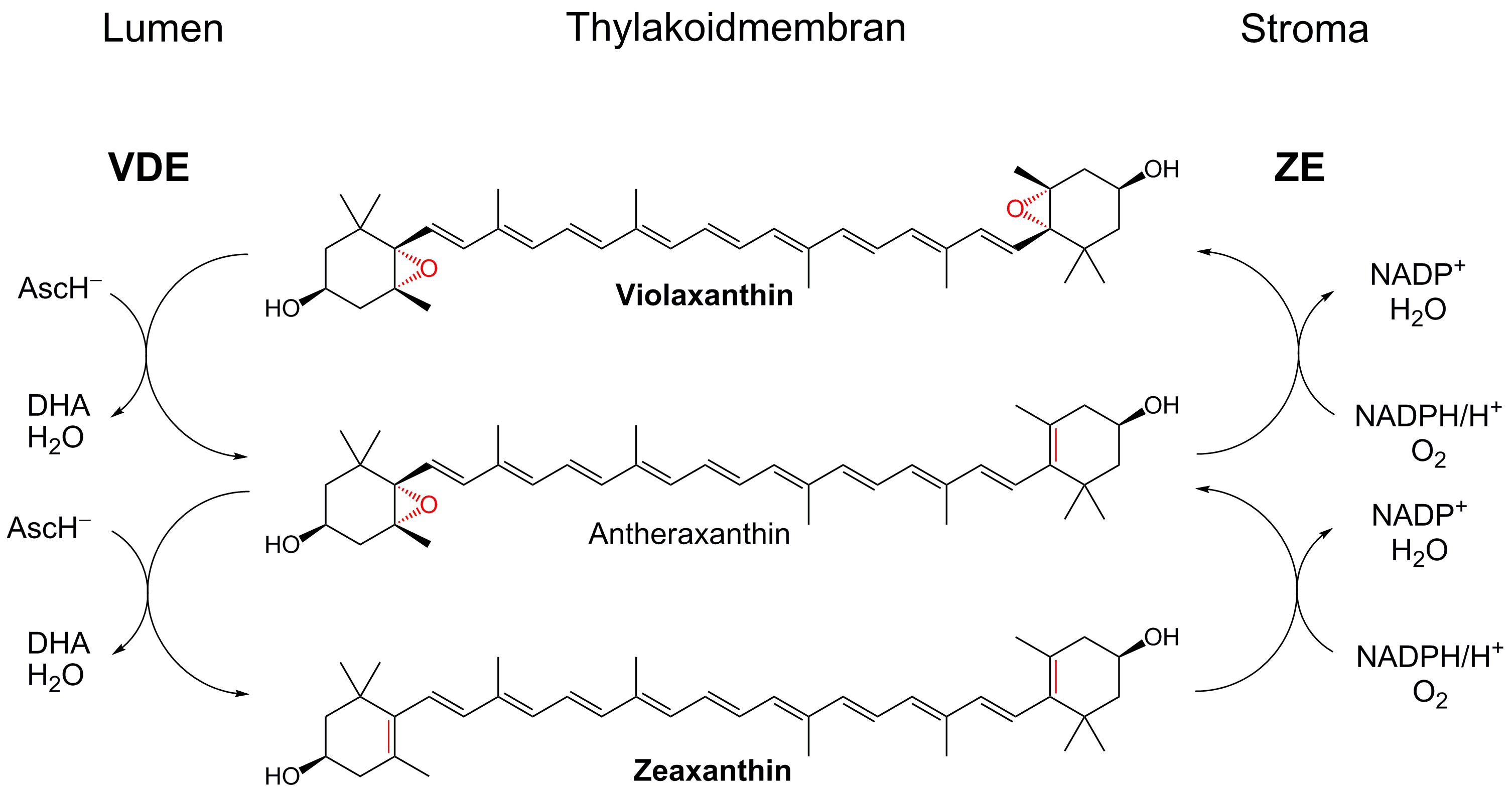
Xantofylový cyklus

Během xantofylového cyklu dochází k přeměně violaxantinu přes anteraxantin na zeaxantin. Všechny tři tyto látky jsou karotenoidy. Při přeměně se snižuje množství epoxidových skupin na koncových hexacyklických strukturách těchto karotenoidů a z uvolněného kyslíku a askorbátem poskytnutého vodíku vzniká voda.
Opačný chod dráhy je také možný, v tom případě je potřeba NADPH k redukci beta-karotenoidů.
Smyslem cyklu je chránit rostlinu před stresem z nadměrné ozářenosti. Cyklus je aktivován nízkým pH v lumen tylakoidu v chloroplastu, které znamená vysoký protonový gradient na membráně tylakoidu. Vzhledem k tomu, že protonový gradient vzniká v primární fázi fotosyntézy, znamená nízké pH v lumen tylakoidu také vysokou aktivitu primární fáze fotosyntézy, která je znamením vysoké ozářenosti. 
Zeaxantin je schopen měnit energii, které je při stresu z nadměrného ozáření v buňce příliš, na teplo, čímž buňku před příliš velkým množstvím energie chrání.

### Stres z nadbytku kyslíku
Velké množství kyslíku zvyšuje fotorespiraci, čímž vlastně dochází k inhibici (čisté) fotosyntézy (čistá fotosyntéza je objem veškerého oxidu uhličitého, který prošel skrz Rubisco, minus oxid uhličitý , který byl zase uvolněn respirací a fotorespirací). To se nazývá Warburgův efekt. Velké množství kyslíku může také vést ke zvýšené tvorbě škodlivých kyslíkových radikálů.

### Stres z nedostatku světla
Při nedostatku světla dochází k etiolizaci.

### Stres z nedostatku vody
Nedostatek vody může být zapříčiněn mnoha faktory
- skutečné sucho v oblasti
- zasolení půdy, které získávání vody rostlině ztěžuje či přímo znemožňuje (vysoká koncentrace solí v prostředí způsobuje, že voda putuje z rostliny místo do ní, viz osmóza). Zasolení je způsobeno nadměrným hnojením, solením vozovek, případně je přírodní (např. u moře). Zasoleno je cca 6 % povrchu planety. Specifické adaptace na zasolení jsou vylučování soli na listech, do speciálních žlázek nebo do vakuol v listovém mezofylu a následný opad listu. Se zasolením je také možné bojovat zvýšeným příjmem vody, což způsobuje specifický typ sukulence některých přímořských rostlin, např. slanorožce (salicornia).

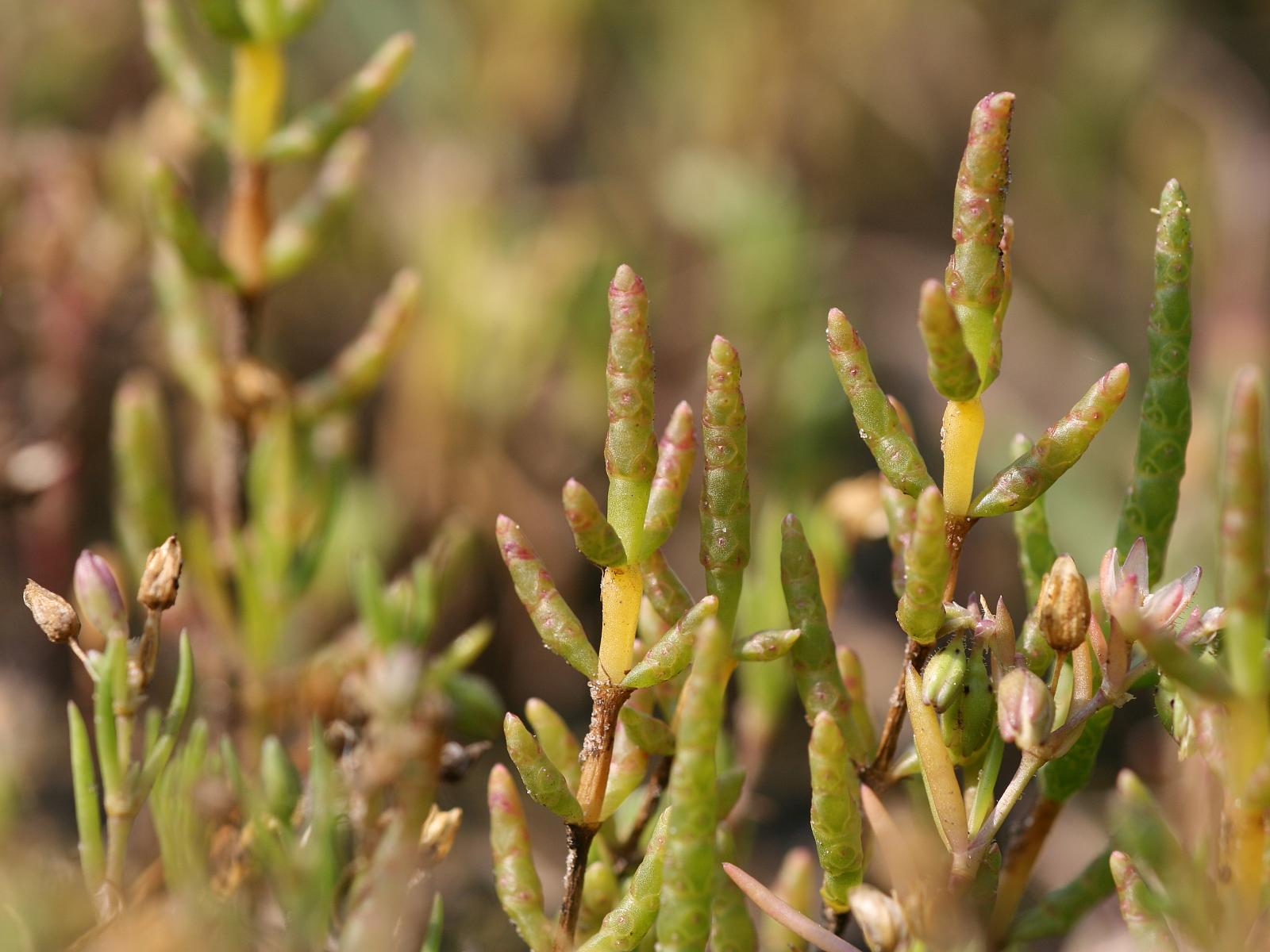
Slanorožec je příkladem zvýšeného příjmu vody jako způsobu vypořádání se se zasoleným prostředí. Výsledkem je sukulence
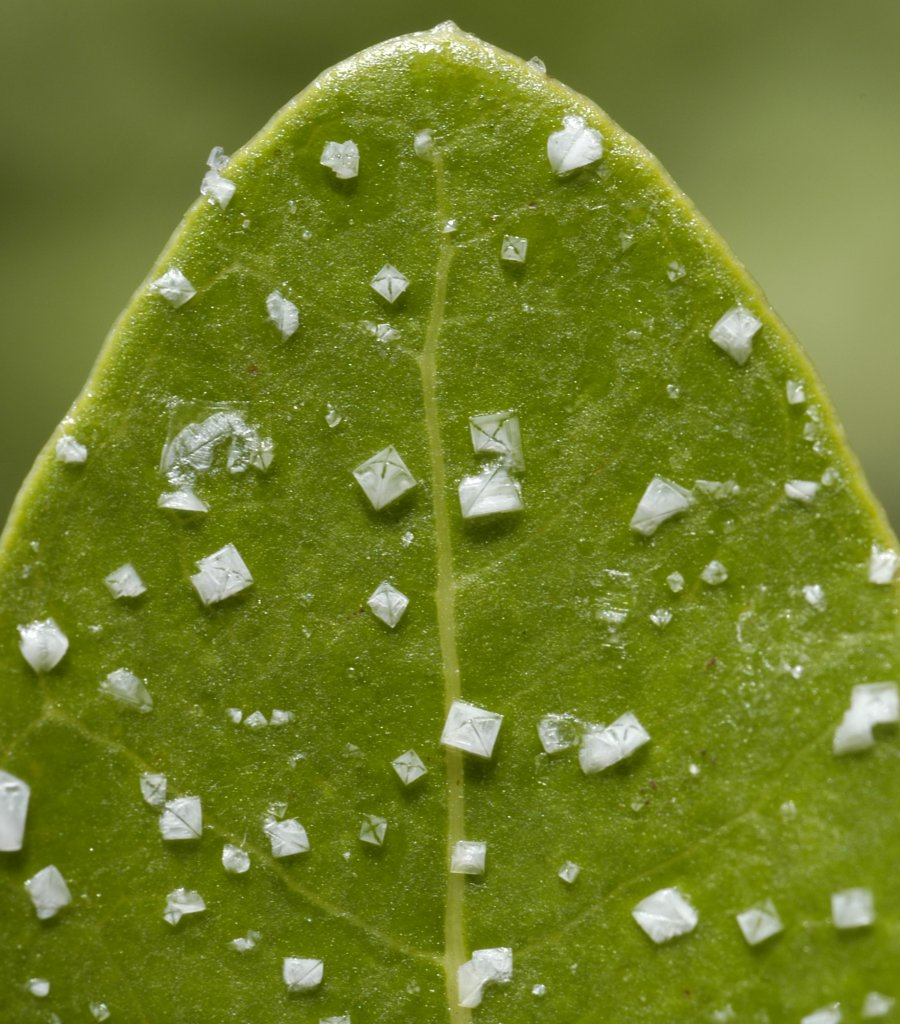
Některé rostliny se se zasolením vypořádávají vylučováním krystalků soli na listech

- vysoká teplota, která způsobuje vysokou transpiraci a tím velké ztráty vody
- nízká teplota, která kromě jiných problémů způsobuje tvorbu ledu v mezibuněčných prostorech (interceluláry). Led je osmoticky aktivní látka, což znamená, že "vytahuje" vodu z buněk. Navíc promrzlá půda také znesnadňuje získávání vody.

Nedostatek vody rostliny řeší
- mají struktury zabraňující ztrátám vody (kutikula, vosky na kutikule, trichomy)
- dormance a opad listů (snížení plochy, která transpiruje) pomáhají přečkat nepříznivá období (nejen z hlediska dostupnosti vody)
- pohotovým zavíráním a otvíráním průduchů (signalizace se účastní kyselina abscisová)
- efemerní životní strategie
- vadnutím (změna natočení listů při jejich "schlípnutí" může vést například ke snížení jejich ozáření a tedy ke snížení transpirace), které je způsobeno snížením turgoru buněk kvůli nedostatku vody v jejich vakuolách.
- zvláštními metabolismy (C4, CAM), které snižují fotorespiraci.
- určitou velikostí listové plochy
- syntézou ochranných stresových proteinů LEA (late embryo abundant)
- zvýšení koncentrace osmoticky aktivních látek v protoplastu, například pomocí iontů a osmolytů. Mezi osmolyty patří např. glycinbetain nebo aminokyselina prolin.

### Stres z nízké teploty

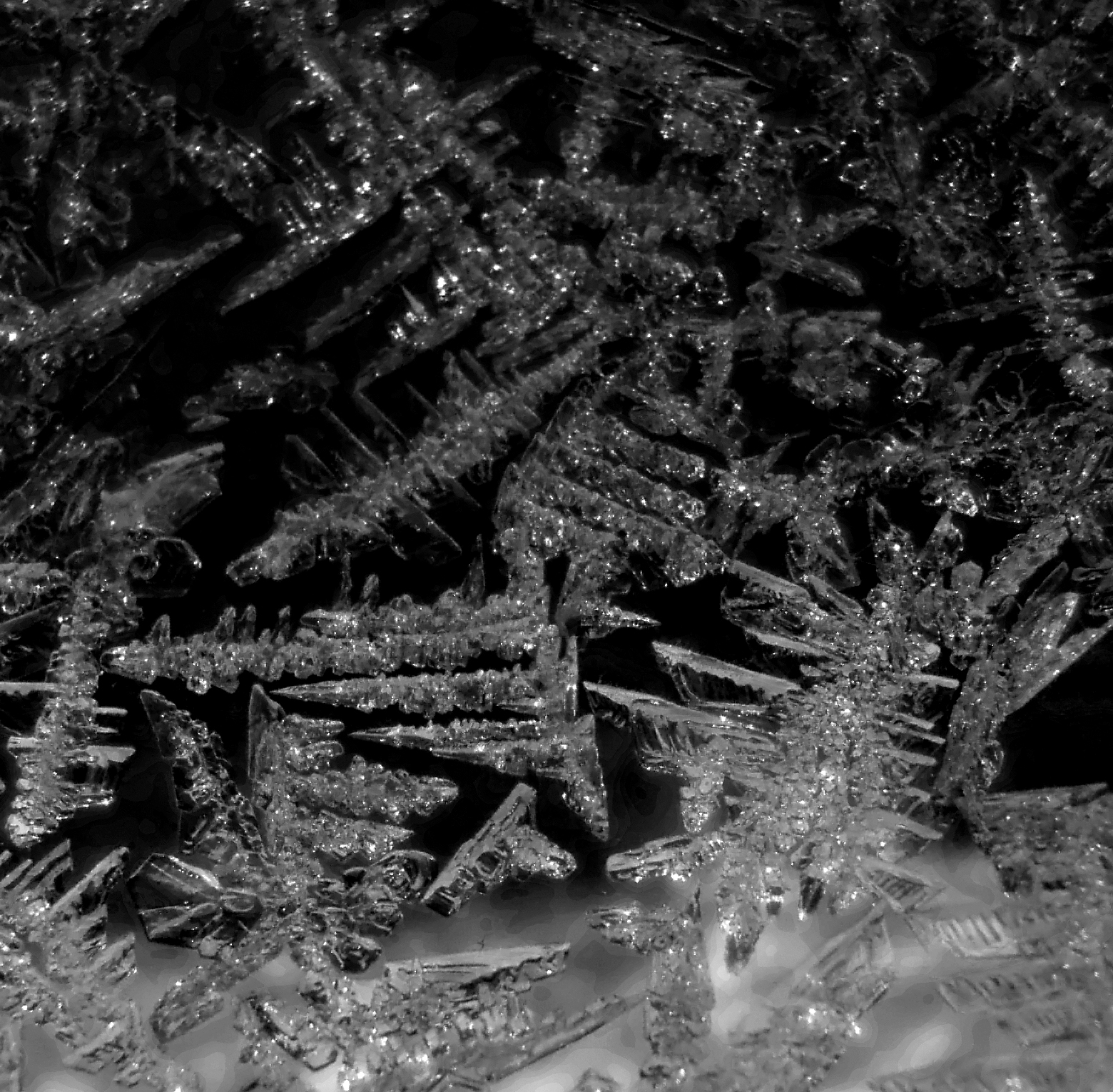
krystaly ledu dokáží buňce ublížit

Nízká teplota způsobuje rigiditu membrán (omezuje její fluiditu), což se řeší desaturací jejich mastných kyselin. V případě vzniku ledu navíc hrozí nebezpečí stresu z nedostatku vody. Tvorba ledových krystalů také hrozí propíchnutím membrán, např. tonoplastu. S ledovými krystaly rostlina bojuje pomocí sacharidů a speciálních protimrazových proteinů.

### Stres z nízkého pH půdního roztoku
Nízké pH (kyselá půda) znamená vysoké množství vodíkových protonů v půdě (protony vznikají disociací kyselin, kterých je v kyselé půdě mnoho). Tyto protony vytěsňují kationty minerálů z vazby na záporně nabité půdní částice. Uvolněné kationty jsou pak splachovány do podzemních vod a vzniká stres z nedostatku minerálů.